# El Carmen de Darién
El Carmen del Darién és un municipi de Colòmbia localitzat al Departament de Chocó. Limita a l'occident i al nord amb Riosucio, a l'orient amb Mutatá i Dabeiba (ambdós a Antioquia). Al sud amb Murindó, també a Antioquia, i Bojayá; al sudoccident amb Bahía Solano. El seu territori és travessat de nord a sud pel riu Atrato.